# Ma chi l'avrebbe mai detto
Ma chi l'avrebbe mai detto è una miniserie televisiva italiana.

## Descrizione
Il formato originario è quello della miniserie di 2 puntate, girate nel 2006 ad Atri, Giulianova, Roma e Roseto degli Abruzzi e trasmesse in prima visione su Rai 1 domenica 21 e lunedì 22 gennaio 2007 in prima serata. La regia è di Giuliana Gamba, e gli attori protagonisti sono Ornella Muti, Katia Ricciarelli, Kledi Kladiu e Maurizio Ferrini. Il genere è quello della commedia sentimentale.

## Trama
Emma (Ornella Muti) è una bella signora sposata con Paolo (Paolo Malco), più grande di lei, ed hanno tre figli ormai grandi: Niccolò (Andrea Bosca), Betta (Valentina D'Agostino) e Lulù (Anna Dalton). Paolo è un imprenditore che ha sempre assicurato alla famiglia una vita agiata e tranquilla, Emma ha dedicato tutto il suo tempo al marito e ai figli, tanto da non accorgersi della doppia vita di suo marito che la tradisce da anni con la sua segretaria dalla quale ha avuto anche due figli. Anche Camilla (Katia Ricciarelli), la migliore amica di Emma, sa tutto, ma non ha mai avuto il coraggio di confessarglielo.
Il giorno del matrimonio di Betta, Emma, scopre la verità e così il suo mondo va in frantumi. Fiera e ostinata, Emma, spinta da Camilla, si inventa un lavoro, che nasce dalla sua passione per il giardinaggio, e arriva anche un nuovo amore nelle vesti di un giovane immigrato Yassin (Kledi Kadiu). Molto vicina alla commedia d'Oltreoceano, è un grottesco susseguirsi di ritorni e partenze dei figli di Emma, che più o meno invano tentano di rompere il suo equilibrio: c'è spazio per amarezza, ironia e pettegolezzi. Ma la domanda che lo spettatore si pone fino alla fine è... ma ce la farà Emma a vivere davvero la sua vita? La risposta è spezzata nella valigia della figlia che si vede di nuovo irrompere dalla porta d'ingresso nell'ultima scena... In fondo la mamma è sempre la mamma.